# Stee Jans
Stee Jans è un personaggio del libro Le Pietre Magiche di Shannara della prima trilogia Il ciclo di Shannara di Terry Brooks.

## Storia
Stee Jans è un Uomo della Frontiera nonché capitano del Libero Battaglione della Legione della Frontiera.
Quando gli Elfi chiedono aiuto a Callahorn per combattere contro i Demoni usciti dal Divieto, le città della Frontiera mandano in loro aiuto il Libero Battaglione composto meno di 1000 uomini, capitanato dal forte e valoroso Uomo di Ferro, ovvero Stee Jans.
Il suo aiuto si rivela fondamentale per la vittoria degli elfi sull'esercito dei demoni: grazie alle sue doti strategiche, si guadagna sul campo la stima degli elfi fino ad essere nominato comandante dell'esercito elfico nella battaglia finale.